# Туман (группа)
Туман — венгерская блэк-метал-группа.

## Название
Названием является именно «Туман», а не «Tymah»; это же касается и псевдонимов. Также на демо Beginning of the End третья композиция называется «Даль», и исполнена она на русском языке. Это связано с тем, что лидер группы Анастасия Разваляева родилась и жила в России, затем переехала в Венгрию.

## История
Группа была создана в 2003 году. Первая демозапись была создана двумя участниками, Dim и Shadow. Чуть позже к ним присоединился ударник Gelal. В 2004 году трио записало и выпустило своими силами второе демо. Позже демо Funeral Fog было переиздано немецким лейблом No Colours Records. Дебютный альбом Transylvanian Dreams был выпущен группой в 2005 году на том же лейбле. В 2007 году за ним последовал второй альбом Loquitur Cum Alqo Sathanas.

## Текущий состав
- Dim (Туман) — вокал, гитара
- Shadow (Тень) — бас
- B. — ударные

## Дискография

### Полноформатные альбомы
- 2005 — Transylvanian Dreams
- 2007 — Loquitur Cum Alqo Sathanas
- 2014 — The Past Is Alive
- 2017 — Zuhanás

### Демо
- 2003 — Beginning of the End
- 2004 — Funeral Fog (тираж 666 экземпляров)

### Сплит-альбомы
- 2004 — Storm of the Shallow Voices (вместе с Necroplasma, 444 экземпляра)
- 2007 — True Carpathian Black Metal Assault/Live Tape 2007 (концертная запись вместе с Diecold и Dusk, 100 экземпляров)